# Sint-Katherina-Lombeek
Sint-Katherina-Lombeek (fr. Lombeek-Sainte-Catherine) – dzielnica (deelgemeente) gminy Ternat w Belgii, w Regionie Flamandzkim, w prowincji Brabancja Flamandzka, w okręgu Halle-Vilvoorde. 1 stycznia 2020 roku liczyła 6765 mieszkańców. Do 31 grudnia 1976 samodzielna gmina.

## Demografia
Liczba mieszkańców, stan na 1 stycznia:
| Rok                | 1900 | 1930 | 1970 | 2020 |
| ------------------ | ---- | ---- | ---- | ---- |
| Liczba mieszkańców | 2375 | 3095 | 4508 | 6765 |